# Bessemer (Alabama)
Bessemer város az USA Alabama államában, Jefferson megyében. Lakosainak száma 26 019 fő (2020. április 1.).

## Népesség
A település népességének változása:
| Lakosok száma | 27 456 | 27 053 | 26 019 |
|               | 2010   | 2013   | 2020   |